# Spränghålsborrning
Spränghålsborrning avser vanligen bergborrning med slående/roterande eller roterande/krossande borrmaskiner för att åstadkomma hål med en viss diameter som kan laddas med sprängmedel för att krossa en kontrollerad volym berg till en beräknad fragmentering som kan hanteras och krossas vidare till önskad slutlig fragmentering i en stenkross. Tekniken används både i dagbrott ovanjord och gruvor underjord för främst storskalig utvinning av malm och olika mineraler. Även tunneldrivning för transporttunnlar i underjordsgruvor och väg- och järnvägstunnlar genom bergsryggar är en annan mycket vanlig applikation för spränghålsborrning. Inom dagbrottsverksamhet är den i bergvolym räknat vanligaste applikationen i världen, för utvinning av kalksten för cementindustrin.

## Applikationsexempel
En av Europas största dagbrott är Aitik koppargruva utanför Gällivare där man förutom koppar utvinner guld med spränghålsborrning i form av så kallad pallborrning, som ger gruvans dess karakteristiska terrasserade/trappstegsformade utseende där höjden på ett "trappsteg" motsvarar borrdjupet för varje borrhål, vanligen 20 till maximalt 35 meter. Trappsteget utgör en så kallad pall. Dagbrottet expanderar successivt i både bredd och djup allteftersom man spränger ut kontrollerade bergvolymer och utvinner fyndigheten. På underjordssidan tillhör LKAB:s gruvor i Kiruna för utvinning av järnmalm med spränghålsborrning några av de största i underjordsgruvorna i Europa.